# Israel Yinon
Israel Yinon (11 de gener de 1956 - 29 de gener de 2015) va ser un director d'orquestra israelià. Va ser director convidat en nombroses orquestres de tot el món, incloent la Royal Philharmonic i la Simfònica de Viena. Es va especialitzar en la reactivació d'obres de compositors alemanys oblidats que van ser prohibits per Adolf Hitler.
Yinon va morir després de sofrir un col·lapse en l'escenari en un concert de la joventut a la Universitat de Lucerna d'Arts i Ciències Aplicades de Suïssa. Tenia 59 anys al moment de la seva defunció.